# Saeid Ezatolahi
Saeid Ezatolahi Afagh (født 1. oktober 1996 i Bandar-e Anzali, Iran), er en iransk fodboldspiller (central midtbane).
Ezatolahi skiftet i sommeren 2020 til Vejle Boldklub fra
FC Rostov i Rusland, som han har repræsenteret siden 2015. de sidste år har han dog været udlånt til forskellige klubber.
Ezatolahi spiller på det iranske landshold og var med til VM i fodbold 2018

## Landshold
Ezatolahi debuterede for Irans landshold 11. juni 2015 i en venskabskamp mod Usbekistan. Senere samme år scorede han sit første mål for holdet i et opgør mod Turkmenistan. Han var en del af den iranske trup til VM 2018 i Rusland.